# Bertran de Saissac
Bertran de Saissac o Bernart de Saissac (fl. XIII secolo) è stato un nobile cataro linguadociano, castellano di Saissac e trovatore in lingua occitana.

## Biografia
Il nome Bertran de Saissac figura in numerosi documenti.
Fu un importante vassallo di Ruggero II Trencavel, visconte di Carcassonne, d'Albie di Béziers (1167-1194). Quest'ultimo gli affida la tutela di suo figlio erede Raimondo Ruggero Trencavel (1185 † 1209). Bertran esercita questa tutela a partire dal 1195, alla morte di Ruggero, diventandone suo consigliere alla sua maggiore età (1199).
Si converte al catarismo molto presto e non esita a ricorrere alla forza per favorire i suoi correligionari. L'abate d'Alet, Pons Amiel, muore nel 1197, e il capitolo sceglie come successore Bernard de Saint-Ferréol, scelta questa che non piace affatto a Bertran, il quale prende l'abate di forza, non senza avere prima ucciso qualche monaco; fa disseppellire e insediare Pons Amiel, poi fa eleggere davanti al cadavere un abate più favorevole ai catari. In seguito invierà una consistente somma a Berengario di Barcellona, arcivescovo di Narbona, affinché interini questa elezione.
All'inizio della crociata albigese, nel 1209, il suo castello viene facilmente preso e dato a Bouchard de Marly. Bertran, durante la sua partecipazione alla difesa di Carcassonne, non lo si troverà più.
Non si sa quando morì. Suo figlio Jourdain de Saissac riuscì a riprendersi il castello paterno nel 1240, ma lo perse di nuovo nel 1242.

## Trovatore e mecenate
Erudito, Bertran accolse numerosi trovatori nel suo castello, quali Peire Vidal e Raimon de Miraval. Viene a volte confuso o identificato con Bertran de Pessars.
Chambers tende a identificare il Bertran del sirventese A dieu me coman, Bayona di Raimon de Miraval con Bertran de Saissac.
 An Bertran de Saissac canta,

 siruentes e mais chansos,

 e dil que nos tengaz anta,

 quar premier non lai somos,

 e ia de lay not partras blos.

 Quun caual qua col de guanta,

 not don per amor de nos,

 si dar no li atalanta.
Figura inoltre in Abrils issi' e mais intrava di Raimon Vidal fra protettori dei trovatori.